# 中国驻巴布亚新几内亚大使列表
本列表為中華人民共和國駐巴布亚新几内亚历任大使名录（附中華民國駐巴布亞紐幾內亞歷任代表）。

## 历任中国驻巴布亚新几内亚大使

### 中华人民共和国驻巴布亚新几内亚大使（1977年至今）
1976年10月12日，中国与巴布亚新几内亚建交。1980年11月，中国驻巴布亚新几内亚大使馆正式开馆。
| 姓名   | 任命           | 任命          | 到任          | 递交国书       | 免职           | 免职          | 离任           | 外交衔级 | 外交职务     | 备注         |
| 姓名   | 全国人大常委会 | 主席          | 到任          | 递交国书       | 全国人大常委会 | 主席          | 离任           | 外交衔级 | 外交职务     | 备注         |
| ------ | -------------- | ------------- | ------------- | -------------- | -------------- | ------------- | -------------- | -------- | ------------ | ------------ |
| 裴坚章 | 1977年10月24日 | 不適用        | 1977年10月7日 | 1977年10月10日 | 1979年4月3日   | 不適用        | 1979年4月      | 大使     | 特命全权大使 | 驻新西兰兼   |
| 林平   | 1980年4月16日  | 不適用        | 1980年4月     | 1980年4月1日   | 1983年5月9日   | 不適用        | 1983年3月      | 大使     | 特命全权大使 | 驻澳大利亚兼 |
| 屠国维 | 不適用         | 不適用        | 1980年        |                | 不適用         | 不適用        | 1983年3月      | 一等秘书 | 临时代办     | 筹备开馆     |
| 胡洪范 | 1983年5月9日   | 不適用        | 1983年3月     | 1983年7月1日   | 1984年11月14日 | 1985年5月7日  | 1984年12月26日 | 大使     | 特命全权大使 |              |
| 高建中 | 1984年11月14日 | 1985年5月7日  | 1985年2月     | 1985年3月8日   | 1988年7月1日   | 1988年8月20日 | 1988年8月      | 大使     | 特命全权大使 |              |
| 赵维   | 1988年7月1日   | 1988年8月20日 | 1988年9月     | 1988年9月23日  | 1991年3月2日   | 1991年8月19日 | 1991年8月      | 大使     | 特命全权大使 |              |
| 王弄笙 | 1991年3月2日   | 1991年8月19日 | 1991年8月17日 | 1991年8月29日  | 1993年12月29日 | 1994年3月28日 | 1994年2月      | 大使     | 特命全权大使 |              |
| 袁祖德 | 1993年12月29日 | 1994年3月28日 | 1994年4月     | 1994年4月8日   | 1996年3月1日   | 1996年9月24日 | 1996年9月      | 大使     | 特命全权大使 |              |
| 张鹏翔 | 1996年3月1日   | 1996年9月24日 | 1996年9月     | 1996年9月19日  | 1999年4月29日  | 2000年2月25日 | 1999年10月     | 大使     | 特命全权大使 |              |
| 赵振宇 | 1999年4月29日  | 2000年2月25日 | 1999年12月    | 1999年12月22日 |                | 2003年5月9日  | 2003年3月      | 大使     | 特命全权大使 |              |
| 李正君 |                | 2003年5月9日  | 2003年4月14日 | 2003年4月16日  | 2005年12月29日 | 2006年3月16日 | 2006年1月      | 大使     | 特命全权大使 |              |
| 魏瑞兴 | 2005年12月29日 | 2006年3月16日 | 2006年3月18日 | 2006年3月28日  | 2009年12月26日 | 2010年5月13日 | 2010年4月      | 大使     | 特命全权大使 |              |
| 仇伯华 | 2009年12月26日 | 2010年5月13日 | 2010年5月20日 | 2010年5月25日  | 2013年12月28日 | 2014年3月31日 | 2014年2月      | 大使     | 特命全权大使 |              |
| 李瑞佑 | 2013年12月28日 | 2014年3月31日 | 2014年4月3日  | 2014年4月15日  | 2016年12月25日 | 2017年5月15日 | 2017年4月      | 大使     | 特命全权大使 |              |
| 薛冰   | 2016年12月25日 | 2017年5月15日 | 2017年5月15日 | 2017年5月23日  | 2021年2月28日  | 2021年7月6日  | 2021年4月3日   | 大使     | 特命全权大使 |              |
| 曾凡华 | 2021年2月28日  | 2021年7月6日  | 2021年5月13日 | 2021年6月1日   |                | 2024年8月23日 | 2024年6月      | 大使     | 特命全权大使 |              |
| 杨晓光 |                | 2024年8月23日 | 2024年7月11日 | 2024年7月30日  | 现任           |               |                | 大使     | 特命全权大使 |              |